# 岩田暁美
岩田 暁美（いわた あけみ、1961年8月5日 - 2003年7月24日）は、日本のプロ野球記者。神奈川県横浜市生まれ。東海大学教養学部芸術学科（ヴィオラ専攻）卒業。

## 来歴・人物
中学時代、アンチ巨人で大洋ホエールズファンの母親に連れられ川崎球場で大洋戦を観戦。それ以来、連日同球場へ通うほどの大洋ファンとなった。高校在学中の1978年、オープンしたばかりの横浜スタジアムで初代マスコットガールを担当。東海大学在学中（1年）よりベンチリポーターとして活動（ラジオたんぱ、RFラジオ日本）。卒業後も引き続きRFの契約リポーターとして活動する。
プロ野球記者として福岡ダイエーホークス・ヤクルトスワローズなどの担当を経て、1994年の日本シリーズからは、長嶋茂雄（読売ジャイアンツ=巨人監督）の番記者「長嶋番」として密着取材を展開。ソバージュによる長髪・日焼け顔の風貌と相まって、その取材振りはものまねタレントコンビであるノブ&フッキーがネタのレパートリーとするほどの人気を集めた。2002年5月には、AMラジオのプロ野球中継では初の女性実況を担当。一度だけ前半は巨人戦の実況を担当し、後半はベンチリポートというラジオの試合中継では異例のアナウンサーリレーを行ったこともあった。なおこの時に前半ベンチリポート→後半実況を担当したのは、RFアナウンサーの染谷恵二である。
また、プロ野球のみならず東京箱根間往復大学駅伝競走（箱根駅伝）の記者としても活動し、『東京スポーツ』にもプロ野球関連の読み物を寄稿していた。
2003年2月に子宮癌にかかり、入退院を繰り返す。その後3月をもってRFとの契約が終了。入院中も巨人戦のスコアシートをつけるなど精力的に仕事への復帰を目指そうとしたが、7月24日に心不全のため東京都港区の病院で死去。41歳没。RFでの最後の仕事は、同年1月の箱根駅伝中継リポーターだった。
死去した日には午後7時から約20分にわたり、RFで緊急追悼特別番組を生放送。同局のスポーツ中継で実況を担当した内藤博之（司会進行）、野球解説者の広岡達朗らが出演した。
2025年6月3日、岩田が長年「長嶋番」として番記者を務めた長嶋茂雄が死去。

## 詳細情報

### 出演番組
- ラジオ日本ジャイアンツナイター
- 東京箱根間往復大学駅伝競走実況中継
- 青田昇と高山栄のジャジャ馬直球勝負
- 青田昇と高山栄のスポーツアイランド
- 廣岡達朗と高山栄のスポーツアイランド
- 岩田暁美のとっておき情報???（『青田昇と高山栄のジャジャ馬直球勝負』内コーナー）

### 新聞
- 東京スポーツ（コラムを寄稿[3]）

### 著書
- 岩田暁美のとなりのチョーさん 密着2162日、素顔の長嶋監督（2000年11月、小学館）ISBN 4098400650